# Chazey-sur-Ain
Chazey-sur-Ain ist eine französische Gemeinde mit 1.613 Einwohnern (Stand: 1. Januar 2022) im Département Ain in der Region Auvergne-Rhône-Alpes. Sie gehört zum Arrondissement Belley, zum Kanton Lagnieu und zum Gemeindeverband Plaine de l’Ain. Die Einwohner werden Chazeyens genannt.

## Geografie
Die Gemeinde Chazey-sur-Ain liegt etwa 40 Kilometer ostnordöstlich von Lyon in der Landschaft Côtière südlich der Dombes am Ain, der die Gemeinde im Westen begrenzt.
Umgeben wird Chazey-sur-Ain von den Nachbargemeinden von Saint-Maurice-de-Rémens im Norden, Leyment im Nordosten, Lagnieu und Sainte-Julie im Osten, Saint-Vulbas im Südosten, Blyes im Süden, Charnoz-sur-Ain im Westen und Südwesten, Meximieux im Westen sowie Villieu-Loyes-Mollon im Nordwesten.
Durch die Gemeinde führt die Autoroute A42.

## Bevölkerungsentwicklung
| Jahr                       | 1962 | 1968 | 1975 | 1982 | 1990 | 1999 | 2010 | 2020 |
| Einwohner                  | 442  | 524  | 651  | 695  | 895  | 1200 | 1464 | 1590 |
| Quellen: Cassini und INSEE |      |      |      |      |      |      |      |      |

## Sehenswürdigkeiten
- Kirche Saints-Pierre-et-Paul
- Kirche Saint-André im Ortsteil Rignieu-le-Désert
- Kapelle Notre-Dame-du-Bon-Secours
- Burg Chazey-sur-Ain aus dem 12. Jahrhundert, seit 1987 Monument historique

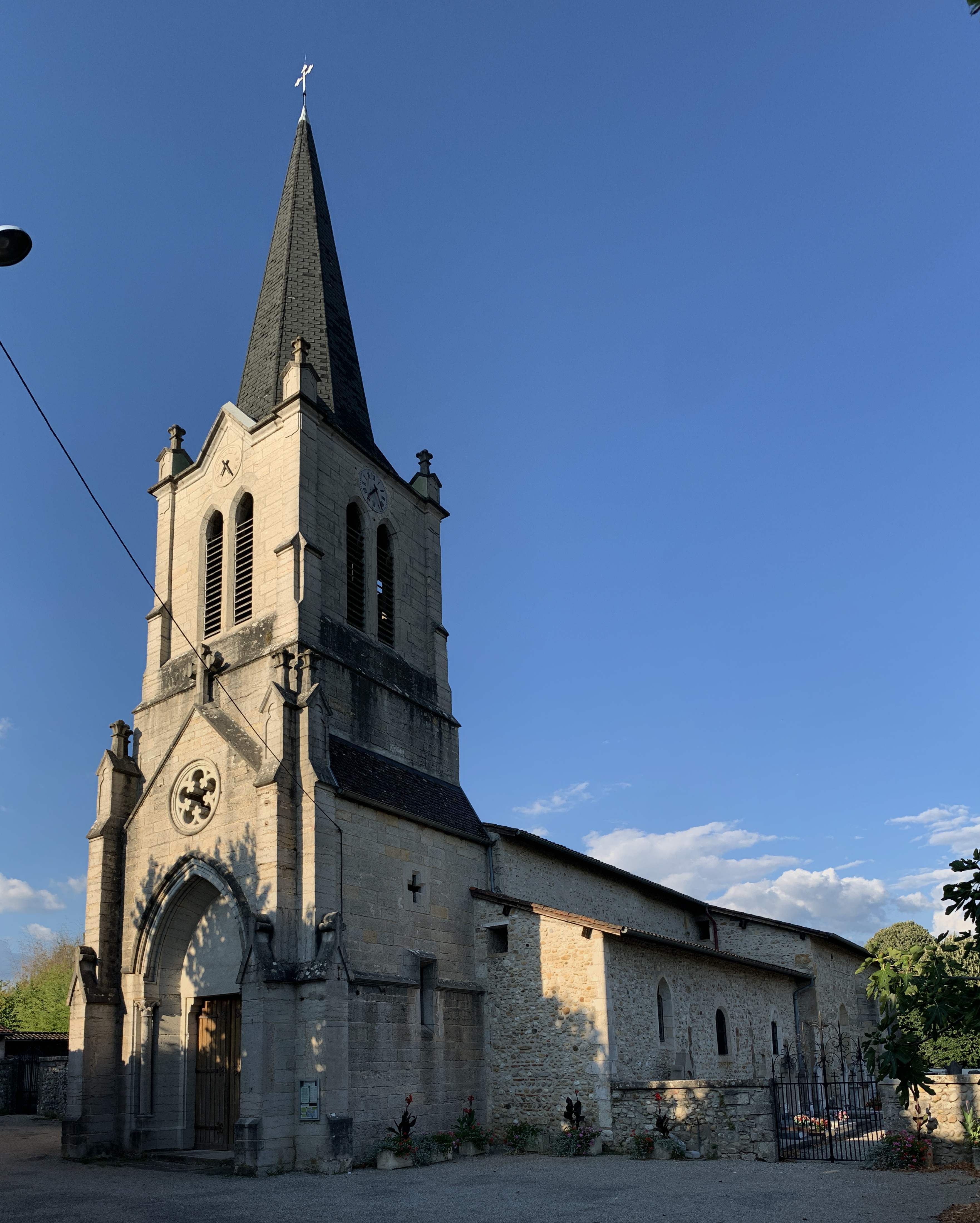
Kirche Saints-Pierre-et-Paul
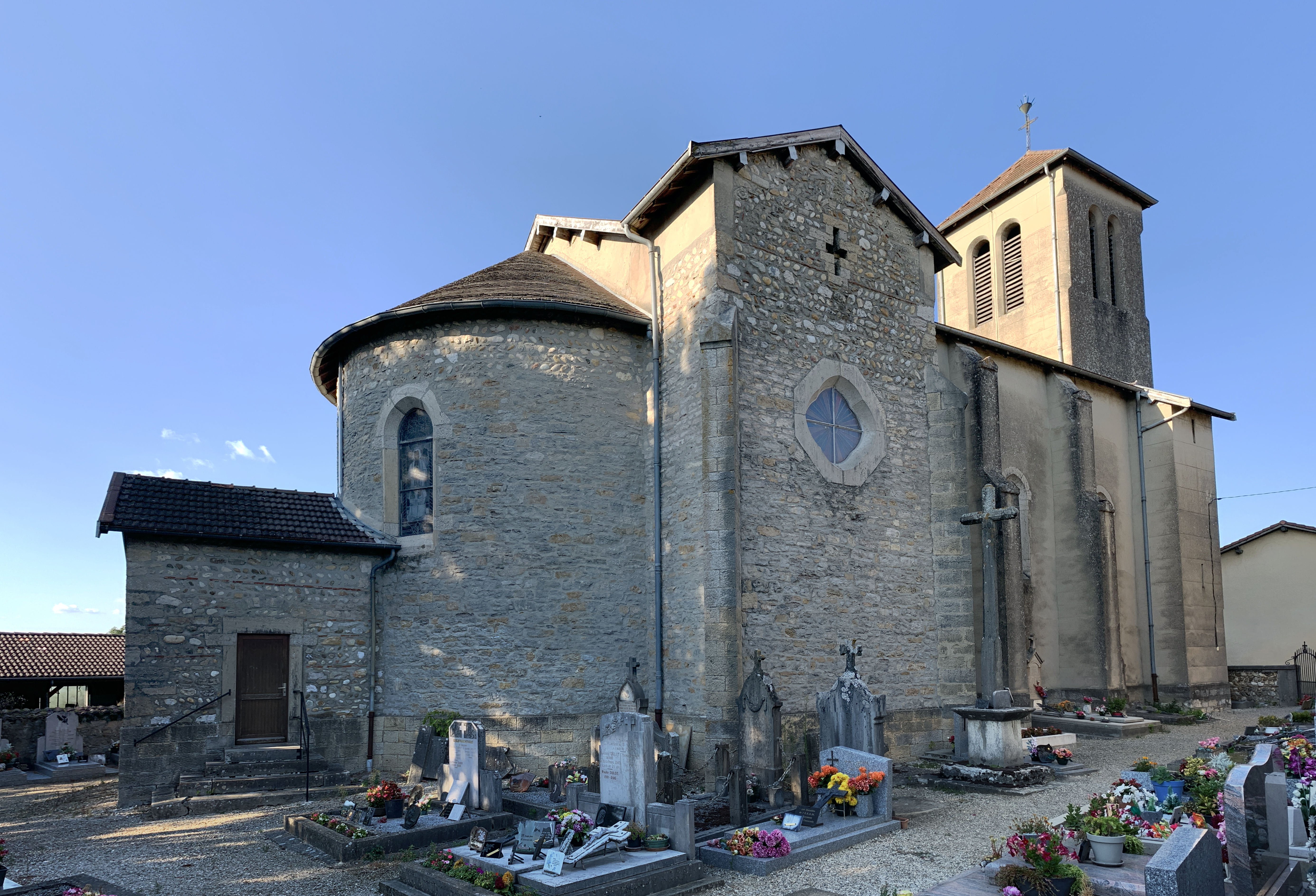
Kirche Saint-André
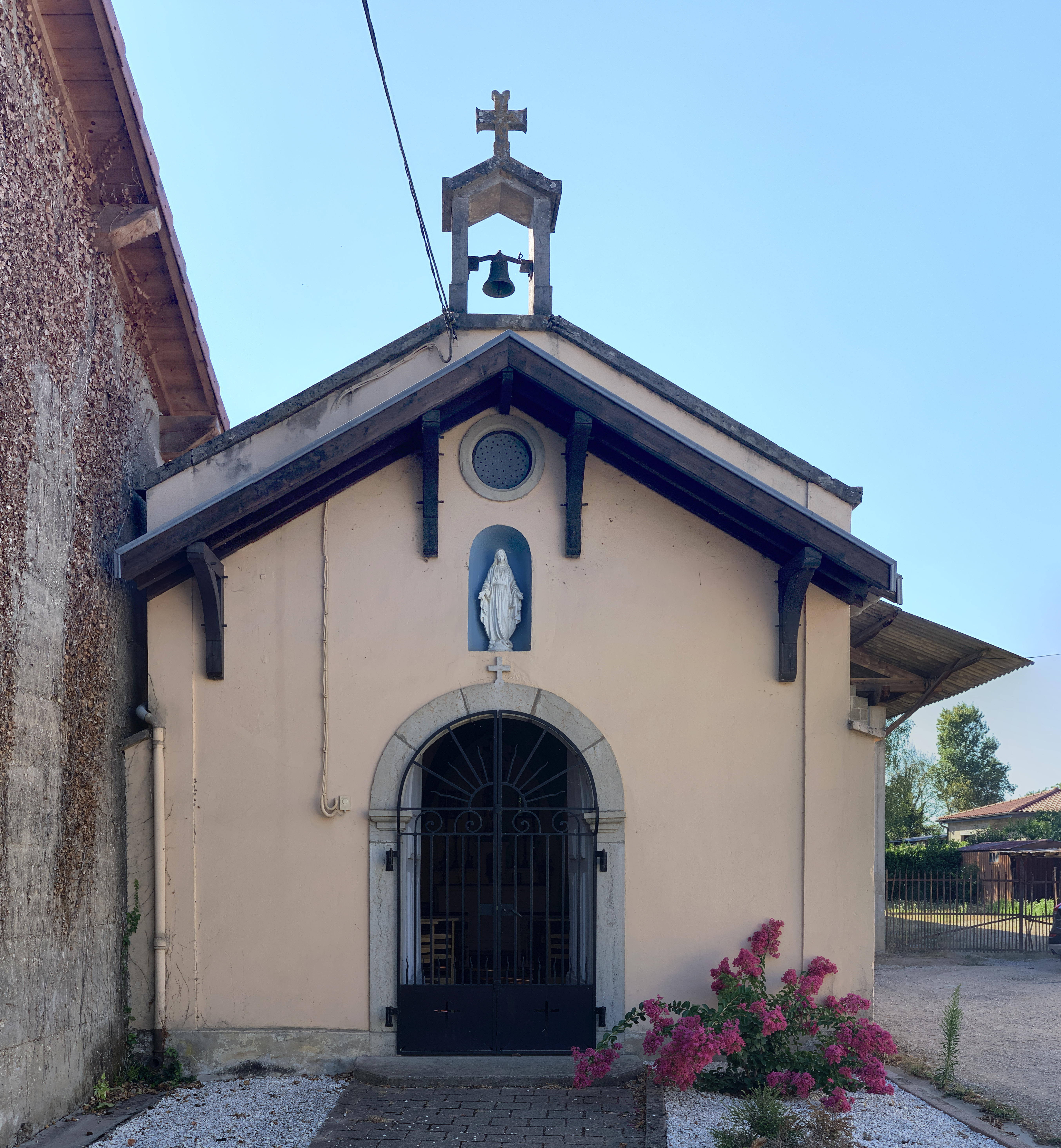
Kapelle Notre-Dame-du-Bon-Secours
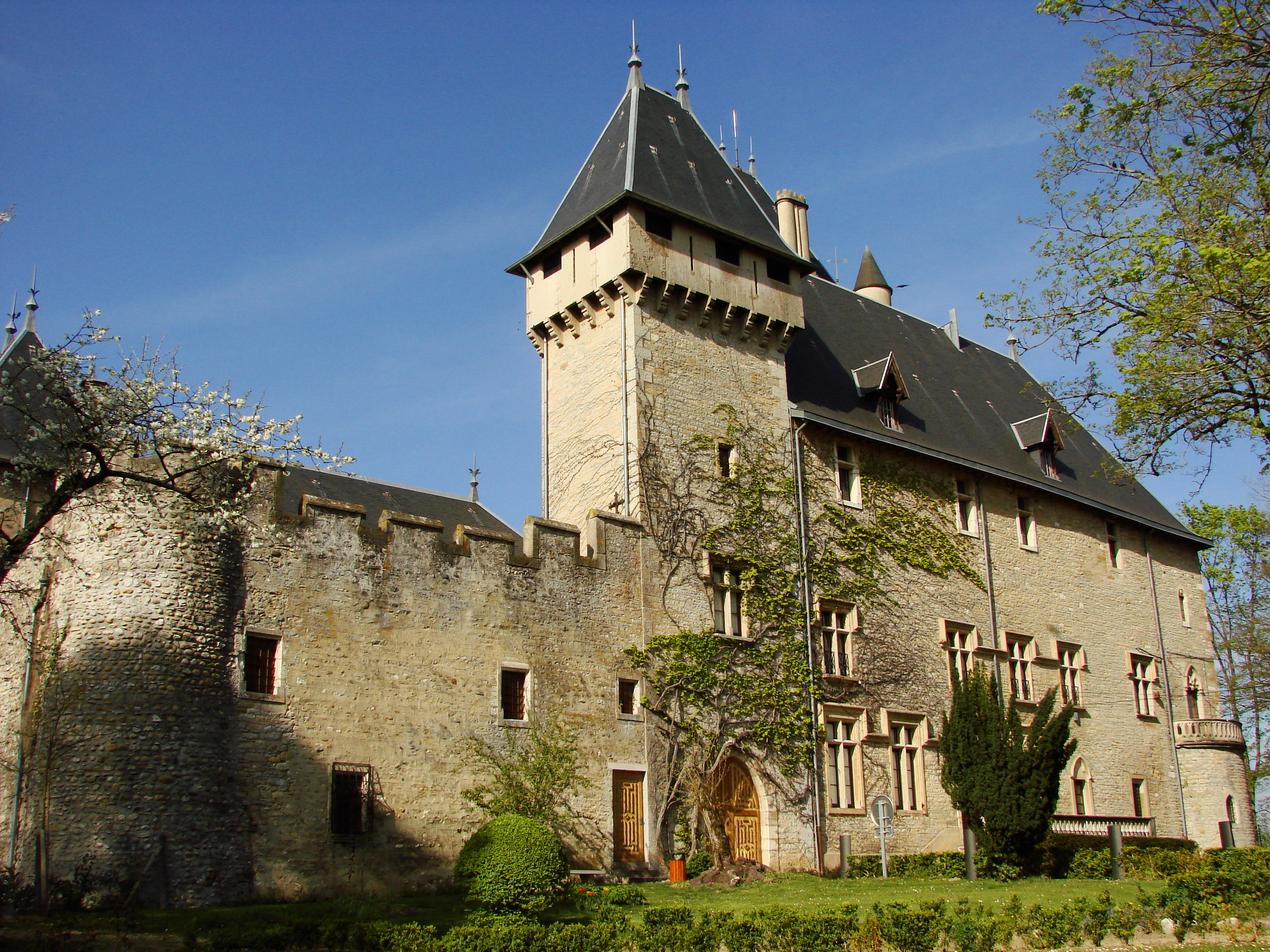
Burg Chazey-sur-Ain
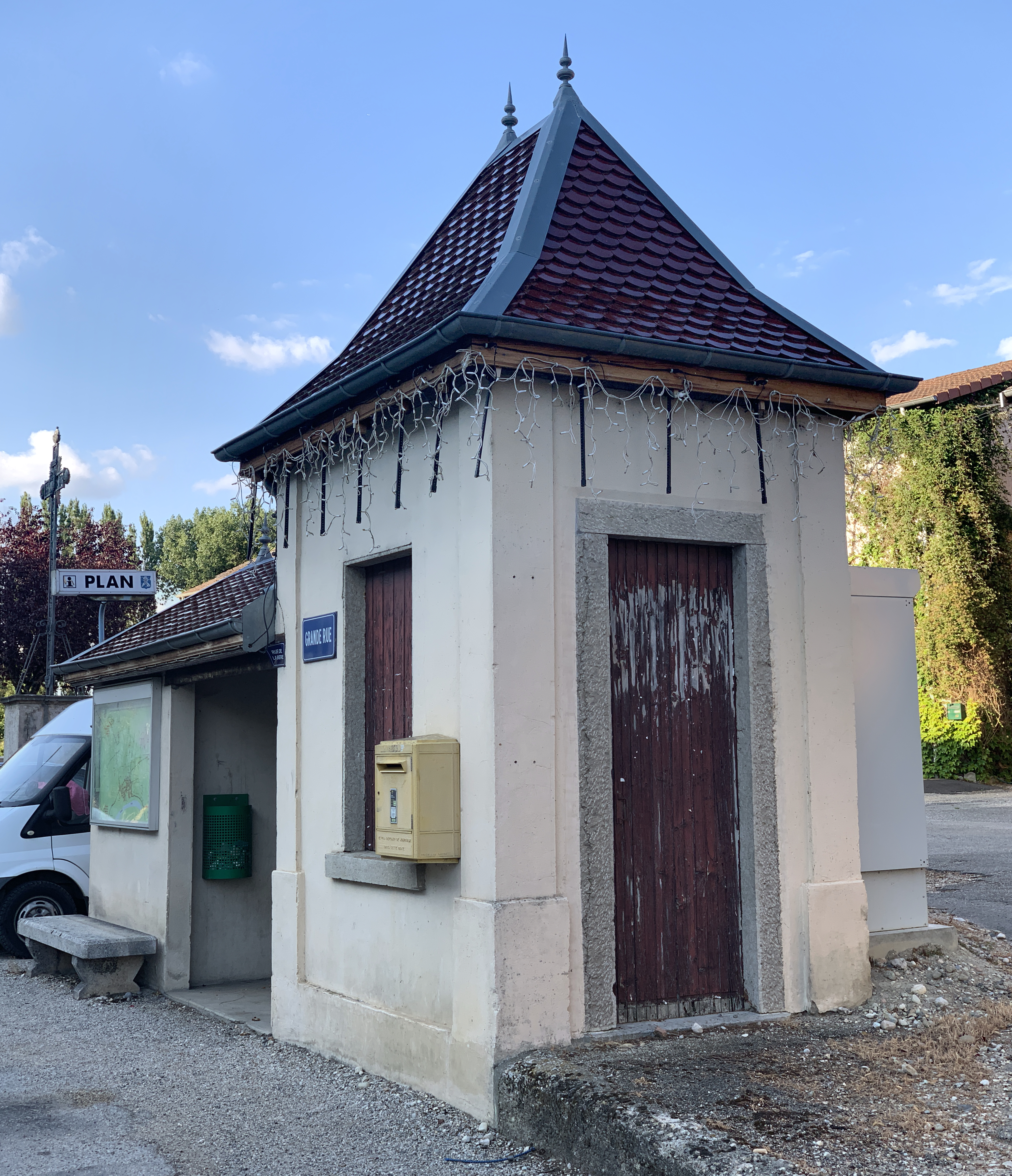
Ehemalige öffentliche Waage
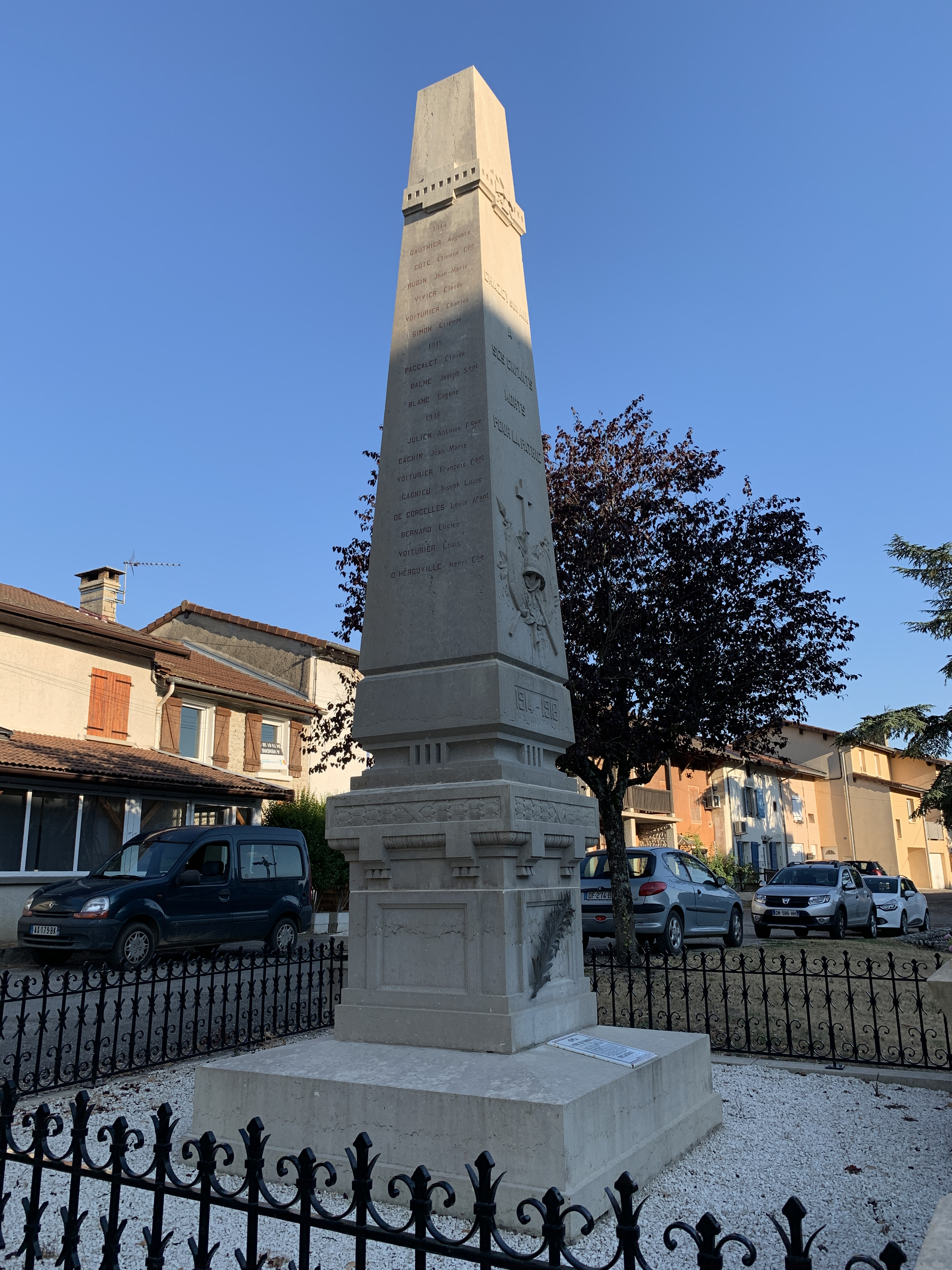
Gefallenendenkmal

## Persönlichkeiten
- Karl III. von Savoyen (1504–1553), König von Zypern und Jerusalem (dem Titel nach), Herzog von Savoyen